# Ruthenium
Ruthenium (chemická značka Ru, latinsky Ruthenium) je drahý kov šedivě bílé barvy.

## Chemické vlastnosti a výskyt
Ruthenium bylo objeveno roku 1844 v sibiřské platinové rudě ruským chemikem baltskoněmeckého původu Karlem Ernstem Clausem. Prvek byl pojmenován Clausem na počest jeho vlasti – Ruska a samotný název vychází z tehdejšího latinského názvu Ruska. Je to ušlechtilý, poměrně tvrdý, i když křehký, kov, elektricky i tepelně středně dobře vodivý. Společně s rhodiem a palladiem patří do triády lehkých platinových kovů. V přírodě doprovází ostatní platinové kovy, hlavní naleziště jsou na Urale a v Americe.
Ruthenium je jedním ze tří prvků, které mohou (za běžných podmínek) vytvořit oxid s prvkem v nejvyšším oxidačním čísle (patří k nim ještě osmium a xenon).

## Využití
Menší množství ruthenia bývá někdy legováno do slitin s platinou a palladiem pro zvýšení jejich tvrdosti a mechanické odolnosti. Přídavek malého množství ruthenia do titanových slitin zvyšuje podstatným způsobem jejich odolnost proti korozi. Slitina platiny s přídavkem 5% ruthenia je používána pro výrobu luxusních náramkových hodinek s maximální odolností vůči mechanickému nebo chemickému poškození.
Katalyzátory na bázi oxidu ruthenia se používají při odstraňování sulfanu z ropy a ropných produktů.
Farmaceutickým průmyslem jsou intenzivně zkoumány komplexní sloučeniny ruthenia, které se mohou stát základem účinných cytostatik.
Roku 2005 dostal Robert Grubbs Nobelovu cenu za chemii za objev nové katalytické reakce založené na rutheniu, která se jmenuje metateze olefinů.
Rutheniové komplexy jsou absorpcí záření (377 až 430 nm) schopny katalyzovat rozklad vody na směs vodíku a kyslíku (objeveno Davidem G. Whittenem, 1973–1980 profesorem University of North Carolina). Rutheniový komplex je donorem i akceptorem elektronu a v této dvojstrannosti spočívá jeho význam pro rozklad vody světlem.

## Sloučeniny

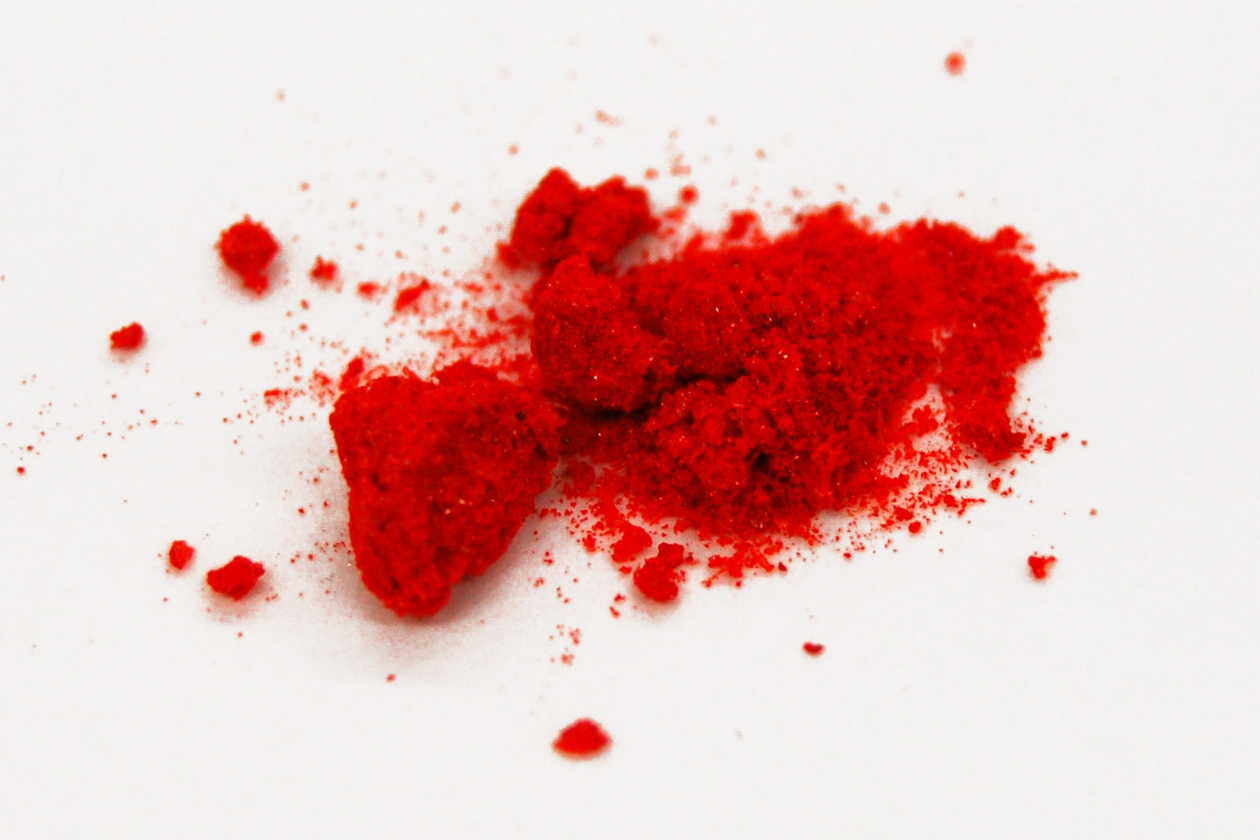
[Ru(bpy)_{3}]Cl_{2}

Ruthenium je za normálních podmínek velice nereaktivní kov. Jelikož se v Beketovově řadě kovů nachází vpravo (je ušlechtilý kov), nereaguje s mnoha kyselinami, jako je kyselina chlorovodíková a podobně. Nereaguje však ani s kyselinami, které reagují i s ušlechtilými kovy, tj.: kyselina sírová či kyselina dusičná. V lučavce královské se nerozpouští ani za tepla. Rovněž tak nereaguje ani se zásaditými látkami, jako je hydroxid sodný nebo amoniak.
Sloučeniny tohoto kovu lze získávat elektrolyticky. Jedna z mála látek, které s kovovým rutheniem reagují, je směs chlornanu sodného a hydroxidu sodného. Probíhá řada autokatalyzovaných (katalyzátorem je samotné ruthenium) reakcí, při níž vzniká oxid rutheničelý a několik dalších látek. Oxid rutheničelý se následně využívá na výrobu chloridu ruthenitého, a ten se používá na organokovové syntézy.

Někdy je používána dražší metoda, reakce s hydroxidem a peroxidem sodným.
Za zvýšené teploty se však ruthenium stává reaktivní, reaguje s kyslíkem, fluorem, chlórem, a dalšími.

### Sloučeniny ruthenia
- Chlorid ruthenitý – RuCl3 – hnědočerná, krystalická látka, rozpustná ve vodě. Používá se na výrobu organoruthenitých sloučenin.
- Oxid rutheničitý – RuO2 – tmavě modrá, krystalická látka, nerozpustná ve vodě. Používá se jako katalyzátor a vrstvičkou oxidu rutheničitého se potahují elektrody.
- Oxid rutheničelý – RuO4 – bezbarvá, jedovatá látka, která velice snadno taje (tt=25,6 °C). Používá se jako katalyzátor.
- Fluorid rutheniový – RuF6 – tmavě hnědá, krystalická látka, rozpustná ve vodě. Používá se na výrobu organorutheniových sloučenin.
- Kyselina rutheniová – H2RuO4 – látka bez praktického využití. Vytváří však soli – ruthenany.
- Kyselina ruthenistá – HRuO4 – látka bez praktického využití. Vytváří však soli – ruthenistany.